# Llibre de la disputa de Ramon el cristià i Omar el sarraí
Llibre de la disputa de Ramon el cristià i Omar el sarraí (Liber disputationis Raimundi christiani et Homeri Saraceni) és una obra autobiogràfica de Ramon Llull escrita el 1308 a Pisa. S'hi documenta el debat entre el filòsof català i un filòsof musulmà anònim, al qual Llull anomena Homer i de qui no ens ha pervingut cap altra informació, tot i que podem suposar que el seu nom real era Omar. Llull presenta el llibre com la transcripció reelaborada de la disputa mantinguda sobre els dogmes cristians de la Trinitat i l'Encarnació, negats per Omar mitjançant reduccions a l'absurd de tipus escolàstic i afirmats per Llull valent-se del seu mètode demostratiu "a priori", anomenat demonstratio per aequiparantiam. El llibre va ser escrit originàriament en àrab durant la captivitat de Llull a Bugia (Algèria), perdent-se al naufragi que va patir de retorn a Gènova. Va reescriure'l en llatí a Pisa, enviant-ne una còpia al Papa Climent V.